# Aidia micrantha
Aidia micrantha là một loài thực vật có hoa trong họ Thiến thảo. Loài này được (K.Schum.) Bullock ex F.White mô tả khoa học đầu tiên năm 1962.